# Ambasada Ukrainy przy Stolicy Apostolskiej
Ambasada Ukrainy przy Stolicy Apostolskiej (ukr. Посольство України при Святому Престолі) – misja dyplomatyczna Ukrainy przy Stolicy Apostolskiej. Ambasada mieści się w Rzymie, od 14 grudnia 2021 r. ambasadorem jest Andrii Yurash.

## Historia
16 marca 1919 rząd Ukraińskiej Republiki Ludowej wyznaczył hrabiego Michała Tyszkiewicza na szefa ukraińskiej misji dyplomatycznej przy Stolicy Apostolskiej. Placówka przestała istnieć w wyniku upadku tego państwa.
Po rozpadzie Związku Sowieckiego, Stolica Apostolska uznała niepodległość Ukrainy w styczniu 1992. Stosunki dyplomatyczne pomiędzy Stolicą Apostolską a Ukrainą nawiązano 8 lutego 1992. W 2000 otworzono Ambasadę Ukrainy przy Stolicy Apostolskiej.